# Pholiota microspora
Pholiota nameko · Pholiote cultivée, Nameko
Espèce
Synonymes
Pholiota nameko (T.Itô) S.Ito & S.Imai, 1933
La pholiote cultivée (Pholiota microspora) est une espèce de champignon basidiomycète de la famille des Strophariaceae. Connue sous son nom japonais de nameko, elle est cultivée à grande échelle en Asie et très utilisée dans la cuisine japonaise.

## Dénominations
Le champignon est surtout connu sous son nom japonais nameko (ナメコ). Il est appelé huázĭ mó (chinois : 滑子蘑) en Chine, il est consommé en Russie, et est connu sous le nom de o-pyo-nok (опёнок) ou au pluriel o-pya-ta (опята). Aux États-Unis, il est parfois appelé butterscotch mushroom.

## Taxinomie
L'espèce a été décrite pour la première fois en 1850 par le révérend anglais Miles Joseph Berkeley sous le nom Agaricus microsporus. En 1887, le mycologue italien Pier Andrea Saccardo la transfère dans le genre Pholiota. En 1929, le botaniste japonais Tokutarō Itō (es) décrit l'espèce Collybia nameko, qui est renommée Pholiota nameko en 1933 par Seiya Ito et Sanshi Imai. Cette dernière est considérée comme un synonyme plus récent de Pholiota microspora, mais le nom est encore utilisé dans de nombreux ouvrages.

## Description

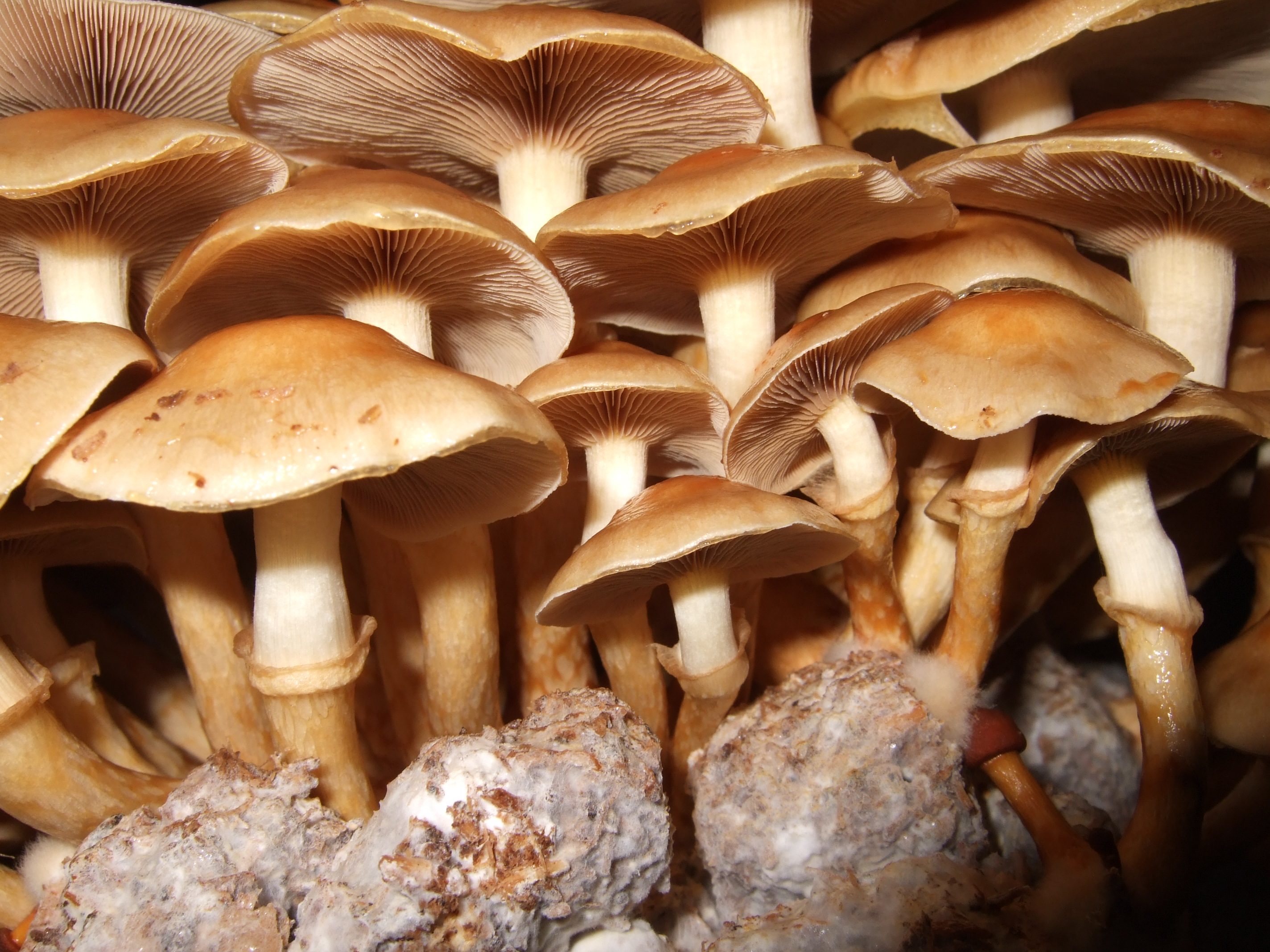
Plan rapproché d'une culture de nameko.

Le chapeau visqueux, qui mesure entre 3 et 8 cm de diamètre, est initialement convexe puis s'aplatit avec l'âge. Sa surface est d'abord recouverte d'une cuticule glutineuse orangée, qui s'amincit et disparait rapidement. Les lames sont blanches à jaunâtres, puis brunissent à maturité. Un voile partiel glutineux et membraneux de couleur jaune adhère à la partie supérieure du pied ou à la marge du chapeau. Le stipe mesure entre 5 et 8 cm de long. Il est fibrilleux et renflé à la base, laquelle est attachée à des grappes de rhizomorphe blanchâtres à dorées. Les spores sont brun cannelle à brun terne et mesurent de 4 à 7 μm de long et de 2,5 à 3 μm de large.

## Habitat et distribution naturelle
Le champignon pousse à l'état sauvage dans les forêts tempérées d'Asie. C'est une espèce saprotrophe qui croît sur les souches de feuillus, en particulier de chênes (Quercus spp.) et de hêtre du Japon (Fagus crenata). Elle est commune à moyenne altitude en Chine, à Taïwan et dans le nord de l'archipel japonais. La pholiote cultivée n'a pas encore été signalée à l'état sauvage en Europe ou en Amérique du Nord.

## Culture et production
La production du nameko a débuté en 1921 par la culture sur bois dans la région du Tōhoku dans le Nord-Est de l'île de Honshū, au Japon. Dans les années 1960, elle s'est développée grâce à l'utilisation de plateaux en bois et de petits sacs remplis d'un substrat stérilisé à base de sciure. Au début des années 1980 est apparue la technique de culture en bouteilles, qui est devenue la méthode de production la plus répandue. En 2013, 23 000 tonnes de nameko ont été produits au Japon et 960 000 tonnes en Chine.

## Comestibilité et gastronomie

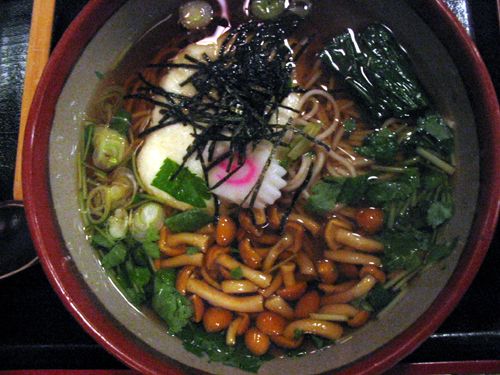
Bol de soba avec des nameko et du nagaimo.

Traditionnellement, le nameko est consommé dans le Nord du Japon. Il est utilisé comme ingrédient de la soupe miso, des soba et des nabemono. Dans certains pays, on peut acheter un kit pour faire pousser ce champignon chez soi. C'est un des champignons les plus cultivés au Japon, au goût léger de noisette, et souvent cuisiné sauté.
Plusieurs cas de pneumopathie d'hypersensibilité ont été rapportés chez des producteurs de champignons, exposés pendant une longue durée à l'inhalation des spores de Pholiota microspora. Les symptômes se traduisent par des épisodes récurrents de toux non productive, de fièvre et de dyspnée à l'effort,.